# Subaru Impreza
De Subaru Impreza is een in sedan, hatchback en stationcar uitgevoerd model van het Japanse automerk Subaru.
Het werd gepresenteerd in 1992 en is vooral bekend geworden door zijn razendsnelle uitvoeringen.

## 1992-2000 (GC8 en GF8)
In 1992 presenteerde Subaru de Impreza, als opvolger van de reeds 'bejaarde' Subaru L-serie. Het model stond op een ingekort onderstel van de Subaru Legacy. De Impreza werd geïntroduceerd als sedan en als Impreza Plus. De Plus was een mix tussen een hatchback en een stationwagen. Kenmerkend voor de eerste jaren van de Impreza was de grille, die slechts een kleine opening had. Maar in 1994 werd deze grille alweer vervangen door een meer gebruikelijke uitvoering. De WRX had echter al sinds het begin de normale grille.
De Impreza werd in 1997 licht gefacelift. De neus werd strakker met meer rechte lijnen en het dashboard werd flink aangepakt. In november 1998 werd de Impreza wederom aangepast door middel van heldere koplampen en voor de GT kwamen er ook heldere mistlampen, een andere voor en achterbumper en een halfhoge kofferbakspoiler. Ook werd in de tijd tussen november 1998 en april 2000 een aantal veranderingen in de auto doorgevoerd waaronder bijvoorbeeld in hoogte verstelbare voorstoelen, een bekerhouder in het dashboard en een instelbaar interval voor de ruitenwisser. Tevens is er de RV-uitvoering; deze is extra snel gemodificeerd door de politie.

## 2000-2007 (GD9 en GG9)
In 2000 kwam de compleet vernieuwde Impreza op de markt. Heel kenmerkend was de stoere neus die niet gelijk bij iedereen in de smaak viel; in de volksmond staat dit model ook wel bekend als de Impreza met de kikkerogen. In 2003 werd de auto opnieuw gefacelift en kreeg hij een ander, neutraler vooraanzicht. Slechts twee jaar later kwam er weer een nieuwe facelift naar een ontwerp van de Griekse ontwerper Andreas Zapatinas.

## 2007-2011 (GE, GV, GH en GR)
In 2007 is de nieuwe Impreza gepresenteerd. Het plus-model is komen te vervallen. In plaats daarvan wordt de Impreza geleverd als hatchback. Ook worden er in Europa geen sedan-modellen meer geleverd, behalve het WRX STI-model als 4-deurs. Er is echter wel een sedan gemaakt voor de Amerikaanse markt.

## 2011-2016 (GJ en GP)
In 2011 introduceerde Subaru de vierde generatie Impreza op de Amerikaanse en Japanse markt als sedan en hatchback. Deze nieuwe versie was lichter en zuiniger dan zijn voorganger. De introductie op de Europese markt werd pas afgerond de lente van 2013. Enkel de XV-offroad-versie op basis van de nieuwe Impreza was al sinds maart 2012 in Europa beschikbaar.

## 2016-heden (GK en GT)
De vijfde generatie van de Impreza verscheen op de markt in 2016 als sedan en hatchback. Vanaf 2017 was de hatchback-versie ook beschikbaar in Nederland, maar door tegenvallende verkoopcijfers werd het model in 2020 weer van de Nederlandse markt gehaald.

## WRX STI
De WRX STI-modellen zijn de krachtigste en tevens duurste modellen van de Impreza. 
Ze hebben turboboxermotoren met 2,0-2,5 liter inhoud.
In productie:
Impreza ·
WRX STi ·
XV · 
Forester ·
Levorg ·
Legacy ·
Outback ·
BRZ

Niet meer geproduceerd:
360 · 
Sambar · 
R-2 · 
Rex (Mini Jumbo) ·
Vivio ·
Exiga ·
Justy/G3X Justy ·
1000 ·
Traviq ·
Baja ·
E-wagon (Libero) · 
1500 ·
Leone · 
Trezia · 
XT · 
SVX ·
Tribeca

Conceptauto's:
Viziv ·
B5-TPH ·
Hybrid Tourer ·
B11S
Acura · Daihatsu · Honda · Infiniti · Lexus · Mazda · Mitsubishi · Mitsuoka · Nissan · Scion · Subaru · Suzuki · Toyota